# Пеночка Арманда
Пеночка Арманда (лат. Phylloscopus armandii) — вид воробьеобразных птиц семейства пеночковых. Выделяют два подвида. Ранее данный вид относили к семейству славковых. Видовое название дано в честь Давида Армана (фр. Armand David, 1826—1900), французского миссионера-лазариста, а также зоолога и ботаника.

## Описание
Пеночка Арманда достигает длины 12—14 см и массы от 8 до 10,5 г. Половой диморфизм не выражен. У взрослых особей номинативного подвида хорошо выражена длинная бледно-охристая бровь (довольно узкая перед глазом), уздечка тёмно-оливковая, через глаз проходит тёмная полоса, узкое окологлазное кольцо кремово-белого цвета. Темя и верхние части тела в основном оливково-коричневые, с сероватым оттенком. Верхние кроющие перья крыла, маховые и рулевые перья с оливково-коричневыми краями. Подбородок и горло беловатые, с контрастным оливковым оттенком на груди и боках. От нижней части горла до верхней части брюха проходят яркие жёлтые полосы; нижние кроющие перья хвоста охристые. Радужная оболочка тёмно-коричневая; надклювье тёмно-коричневое, подклювье в основном желтоватое; ноги желтовато-рогово-коричневого цвета. Молодые особи похожи на взрослых, но горло серое без жёлтых полос, грудь и брюхо бледно-жёлтые. 
Песня описывается как «zschetteretteerettterette twittwittittititti djielidjieli djitt djitt djitt djehl djehl djuid djuid djuid dwitt dwitti dwitti», иногда предваряемое серией звуков «zick». Позывка представлена резким «tsic» или «zik».

## Подвиды и распространение
Выделяют два подвида:
- Phylloscopus armandii armandii  (Milne-Edwards, 1865) —  гнездится в центре и на северо-востоке Китая; зимует на юге Китая, Мьянме, на севере Таиланда, севере Лаоса и севере Вьетнама
- Phylloscopus armandi perplexus  Ticehurst, 1934 — гнездится на юге центральной части Китая и северо-востоке Мьянмы; зимует в Мьянме и на юге Китая

## Места обитания и биология
Пеночка Арманда гнездится в низких кустарниках, зарослях ивы (Salix) и тополя (Populus), а также в субальпийских ельниках (Picea) на высоте 1220—3500 м над уровнем моря. Вне сезона размножения встречается в основном ниже 1500 м на равнинах и холмах, а также в зарослях кустарников на опушках лиственных лесов.
Биология практически не исследована. Пеночка Арманда собирает корм на нижних ветвях деревьев и кустарников, часто на земле. Гнезда найдены в июне; в кладке 4—5 яиц. Другой информации нет.

## Охранный статус
Международный союз охраны природы относит пеночку Арманда к видам, вызывающим наименьшие опасения. 